# Superman (It's Not Easy)
Superman (It's Not Easy) is een nummer van de Amerikaanse zanger Five for Fighting uit 2002. Het is de tweede single van zijn tweede studioalbum America Town.
Het nummer is een ballad die gaat over Superman. Volgens de zanger is Supermans leven erg moeilijk, ondanks alle krachten die Superman bezit. In de Verenigde Staten is de ballad geadopteerd als een soort geuzenlied voor de brandweermannen uit New York.
"Superman" werd in een aantal landen een hit. In de Amerikaanse Billboard Hot 100 schopte het nummer het tot nummer 14. In de Nederlandse Top 40 had het niet veel succes; het haalde de 36e positie. In Vlaanderen bleef het steken op nummer 4 in de Tipparade.